# Trogloianiropsis lloberai
Trogloianiropsis lloberai is een pissebed uit de familie Janiridae. De wetenschappelijke naam van de soort is voor het eerst geldig gepubliceerd in 1995 door Jaume.